# Calvin Smith
Calvin Smith (ur. 8 stycznia 1961 w Bolton, w stanie Missisipi) – amerykański sprinter.
Rekordzista świata z 1983  na dystansie 100 metrów oraz dwukrotnie w sztafecie 4 x 100 m. Na mistrzostwach świata w 1983 w Helsinkach zdobył złote medale w biegu na 200 m i biegu na 100 w sztafecie 4 x 100 m oraz srebrny medal na 100 m (przegrał z Carlem Lewisem). Na igrzyskach olimpijskich w 1984 w Los Angeles wywalczył złoty medal w sztafecie 4 x 100 m. Obronił tytuł na 200 m na mistrzostwach świata w Rzymie 
Na kolejnych igrzyskach olimpijskich w 1988 w Seulu wywalczył brązowy medal indywidualnie na 100 m. W finale zajął 4. miejsce, ale zwycięzca Ben Johnson został zdyskwalifikowany za doping.
Także jego syn – Calvin jest lekkoatletą, sprinterem.

## Najważniejsze osiągnięcia
- Igrzyska Olimpijskie
  - Los Angeles 1984: złoto – sztafeta 4 × 100 m
  - Seul 1988: brąz – bieg na 100 m
- Mistrzostwa świata
  - Helsinki 1983: złoto – bieg na 200 m
  - Helsinki 1983: złoto – sztafeta 4 × 100 m
  - Rzym 1987: złoto – bieg na 200 m
  - Helsinki 1983: srebro – bieg na 100 m
- Puchar świata
  - Hawana 1992 – 3. miejsce na 100 metrów
  - Hawana 1992 – 1. miejsce w sztafecie 4 × 100 metrów
- Finał Grand Prix IAAF
  - Rzym 1985 – 1. miejsce w finale, 1. miejsce w klasyfikacji (bieg na 200 m)
  - 1987 – 2. miejsce w klasyfikacji
  - Berlin 1988 – 1. miejsce w finale, 3. miejsce w klasyfikacji (bieg na 100 m)
  - 1990 – 3. miejsce w klasyfikacji (bieg na 100 m)
  - Londyn 1993 – 3. miejsce w finale (bieg na 100 m)
- Rekordy świata
  - 100 m – 9,93 w 1983
  - 4 × 100 m – 2 razy do 37,83 w 1984

## Rekordy życiowe
- bieg na 100 metrów – 9,93 (1983)
- bieg na 200 metrów – 19,99 (1983)